# Welinita
La welinita és un mineral de la classe dels silicats. Rep el seu nom d'Eric Welin (1923-), mineralogista i geocronologista del Museu Suec d'Història Natural d'Estocolm, Suècia.

## Característiques
La welinita és un silicat de fórmula química Mn2+
6(W6+,Mg)₂(SiO₄)₂(O,OH)₆. Va ser aprovada com a espècie vàlida per l'Associació Mineralògica Internacional l'any 1966. Cristal·litza en el sistema trigonal. La seva duresa a l'escala de Mohs és 4.
Segons la classificació de Nickel-Strunz, la welinita pertany a «9.AF - Nesosilicats amb anions addicionals; cations en [4], [5] i/o només coordinació [6]» juntament amb els següents minerals: sil·limanita, andalucita, kanonaïta, cianita, mullita, krieselita, boromullita, yoderita, magnesiostaurolita, estaurolita, zincostaurolita, topazi, norbergita, al·leghanyita, condrodita, reinhardbraunsita, kumtyubeïta, hidroxilcondrodita, humita, manganhumita, clinohumita, sonolita, hidroxilclinohumita, leucofenicita, ribbeïta, jerrygibbsita, franciscanita, örebroïta, el·lenbergerita, sismondita, magnesiocloritoide, ottrelita, poldervaartita i olmiïta.

## Formació i jaciments
Va ser descoberta a Långban, al municipi de Filipstad, al comtat de Värmland, Suècia. També a Suècia ha estat trobada a Sjögruvan, al comtat de Västmanland. A banda del país escandinau, també ha estat descrita a la mina Oritate, a la localitat de Itsuki de la regió de Kyūshū, al Japó, i a tres indrets francesos: la mina Celets, a Auxillac, Lozère; i a la mina Coustou i a Plan de Labasse, a la vall d'Aure, als Alts Pirineus.